# Antroposofiska Bokförlaget
Antroposofiska Bokförlaget är ett svenskt bokförlag som har gett ut antroposofisk litteratur.

## Historia
Mycket snart efter att Rudolf Steiner bröt med teosofin i slutet av 1912 organiserade sig hans anhängare i Sverige. Dels bildades de första svenska lokala antroposofiska föreningarna i januari och februari 1913, dels grundades Förlagsföreningen A. S. u. p. a. i januari 1913 i Norrköping. Förlagets grundare var Anna Wager Gunnarsson. År 1914 fick förlaget ensamrätt till utgivningen av Rudolf Steiners skrifter i Sverige i ett kontrakt med Philosophisch‐Theosophischer Verlag i Berlin. År 1926 ändrades namnet till Antroposofiska Bokförlaget. Utgivningen har nästan helt varit översättningar. Förlagsarbetet och översättningsarbetet har skett ideellt, och i takt med att antroposofisk kursverksamhet har minskat i Sverige har förlagets omsättning under 2000‑talet minskat ytterligare från en låg nivå.